# 遠い夢
「遠い夢」（とおいゆめ）は、鷹橋敏輝（現:カルロス・トシキ）のシングル。1995年2月22日に東芝EMIよりリリースされた。

## 解説
1986オメガトライブ、カルロス・トシキ&オメガトライブのボーカリストだったカルロス・トシキが、鷹橋敏輝に改名してから2枚目となるシングル。「遠い夢」では自身も作曲に関わる。
本作以降オリコンチャートベスト100圏外となった。
アルバム『Shake It Down』では「Album-mix」ヴァージョンとして収録されている。
『ORICON STYLE』HPでは、本作がダウンロード購入出来る。

## 収録曲
全曲　作詞：朝野深雪　編曲：松浦晃久
1. 遠い夢
作曲：鷹橋敏輝・石川寛門
テレビ東京『ニョキニョキ植物王国』エンディング・テーマ[1][2]
2. 君が居て 僕が居た
作曲：和泉常寛
テレビ東京『昼どきっ!見聞録』エンディングテーマ
アルバム未収録曲。
3. 遠い夢（オリジナル・カラオケ）